# Zoltán Eötvös
Zoltán Eötvös, född 5 mars 1891 i Tokaj och död 21 oktober 1936 i Budapest, var en ungersk hastighetsåkare på skridskor. Han deltog i Sankt Moritz 1928. Han tävlade på 500 m, 1 500 m och 5 000 m.